# 마르셀루 토미 지 소자
쏘우자(포르투갈어: Marcelo Tomé De Souza, 1969년 4월 21일 ~ )는 브라질 출신의 축구 선수이다. 2004년 K리그의 FC 서울에서 활약하였으며 K리그에 등록명은 쏘우자를 사용하였다.

## 클럽 경력
2004년 FC 서울에 입단하여 K리그 정규리그 (20경기, 0득점, 0도움)와 리그컵 (10경기 0득점, 0도움) 통산 30경기 출장, 0득점, 0도움의 기록을 남겼다.